# Массовое убийство в Лингиадесе
Массовое убийство в Лингиадесе (греч. Ολοκαύτωμα Λιγκιάδων — дословно «Холокост в Лингиадесе») — полное истребление гражданского населения деревушки Лингиадес в Эпире, Греция немецкими оккупационными войсками в годы Второй мировой войны.

## Предыстория
Лингиадес находится в 12 км от столицы Эпира, города Янина, «висит» над городом на высоте 940 метров на западном склоне горы Мицикели. Сегодня деревушка, в силу своего горного климата, близости к городу и великолепного панорамного вида на Янина и его озеро, является излюбленным местом отдыха горожан и гостей Янина.
В 1943 году Лингиадес был деревушкой, которая в начале войны насчитывала 43 дома и 225 жителей:54. Историография отмечает, что в отличие от многих других сёл Эпира в годы Второй мировой войны, в Лингиадесе не наблюдалось массового участия жителей в партизанском движении.
На рассвете 1 октября 1943 года партизанский отряд Республиканской греческой лиги, под командованием Константина Толиса, устроил засаду на дороге Янина-Превеза в регионе Клисура. В засаду попал автомобиль подполковника (оберст-лейтенанта) Йозефа Зальмингера, командовавшего 98-м стрелковым полком горно-стрелковой дивизии «Эдельвейс» и отличившегося в августе того же года в истреблении населения большого эпирского села Коммено.
Зальмингер и его адъютант были убиты. Некоторые источники пишут, что Зальмингер был взят в плен и расстрелян и что партизаны не знали о нём ничего кроме его воинского звания. Между тем Зальмингер был не только многократно награждённым на Восточном фронте офицером, но и ветераном нацистской партии, «старым борцом», и соратником Гитлера с эпохи мюнхенского пивного путча.
Когда новость о смерти Зальмингера достигла Янин, комендант города и командир 22-го стрелкового армейского корпуса Губерт Ланц подписал приказ о проведении широкомасштабных репрессий — «безжалостной акции возмездия, в радиусе 20 км от места гнусного убийства». В действительности это был план карательных операций «Пантера», составленный несколькими неделями раннее.

## Убийство
Общее командование карательными операциями, в радиусе 20 км, возглавил полковник Вальтер Штетнер. Истребление Лингиадес принял на себя 79-й резервный батальон, под командованием майора Ганца Мейера и капитана Альфреда Шрепеля:54. Утром 3 октября, пока немецкие грузовики поднимались по горной серпантине, деревня обстреливалась артиллерией, которая также препятствовала бегству жителей из деревни. Контроль над обстановкой и координацию действий производил летавший над деревней самолёт:207. После ухода немцев из деревни они оставили за собой 92 убитых, среди которых было 34 детей, возрастом от 6 месяцев до 11 лет, 37 убитых, в основном женщин, возраста от 30 до 64 лет, и 11 убитых старше 70 лет.
Основная масса убитых была расстреляна на плато с «видом на озеро». Другие, на пороге своих домов и в самих домах.
Из 96 расстрелянных выжили 4 месячный младенец и 3 взрослых раненных, но заваленных телами убитых. Младенец, пронзённый штыком и пытавшийся пить грудное молоко своей мёртвой матери, был найден через сутки отцом, вернувшимся с группой сельчан из рощи в Кариес, куда они отправились за орехами за 2 дня до событий. Все 43 дома а также все сараи и хлева деревни были сожжены. В своём месячном докладе в генштаб, дивизия докладывала: «От деревни Лингиадес и до высот 1015 и 1277 слабое сопротивление противника. 50 жителей уничтожено. Лингиадес сожжена. Трофеи 20 мулов».

## Память
В послевоенные годы никто из ответственных за преступление не предстал перед судом.
В 2007 году выжившие жители деревни, среди которых был и «младенец» Панайотис Бабускас, были приглашены Мюнхенским университетом на съезд посвящённый зверствам Вермахта в Греции. Бабускас отмечает тёплый приём преподавательского состава и студентов, но также холодную реакцию ветеранов Вермахта и их родственников. В особенности он подчёркивает отказ мэра Миттенвальда, Германа Зальмингера, сына оберст-лейтенанта Йозефа Зальмингера, чьё убийство послужило поводом уничтожения деревни, принять делегацию из Лингиадес.
Из 4 выживших, сегодня живёт только «младенец» Панайотис Бабускас.
Историк Мария Сабатаки, прослеживая за идеологической обработкой немецких солдат, отмечает что система просвещения в довоенной Германии культивировала преклонение перед Древней Грецией. Однако нацистская пропаганда в оккупационных войсках, дабы обойти этот момент, культивировала тезис, что да, греки — «наследники славного прошлого» и что они «не то же самое, что ненавистные сербы», но что и они «были заражены, в силу своих многовековых контактов с славянами»:20. Это облегчало и выполнение приказа маршала Кейтеля от декабре 1942 года, в котором маршал писал «то что здесь решается, является бо́льшим, нежели борьба за выживание. Это столкновение не имеет ничего общего с военной честью и решениями Женевких соглашений»:22.
В марте 2014 года, президент Германии, Йоахим Гаук, в сопровождении президента Греции, эпирота, бывшего партизана и выпускника германского университета Карола Папулиаса, посетил Лингиадес и возложил венок к мемориалу погибшим.
Гаук попросил прощения за преступления, совершенные нацистами в годы Второй мировой войны и заявил: «То, что произошло — это чудовищная несправедливость. Я с чувствами стыда и боли прошу от имени Германии прощения у семей погибших». Однако за день до своего прибытия в Лингиадес, Гаук счёл нужным заявить, что он отвергает требования Греции о выплате до сих пор не выплаченных военных репараций, мотивируя это тем, что для этого нет юридических оснований.